# Landerneau
Landerneau (en bretó Landerne) és un municipi francès, situat a la regió de Bretanya, al departament de Finisterre. L'any 2006 tenia 14.987 habitants. El 22 de desembre de 2004 el consell municipal va aprovar la carta Ya d'ar brezhoneg. A l'inici del curs 2007 l'11,9% dels alumnes del municipi eren matriculats a la primària bilingüe. Al municipi hi ha la seu social de les escoles Diwan, de l'organisme de formació contínua Stumdi i de l'emissora en bretó Arvorig FM.

## Demografia
| 1962                                       | 1968   | 1975   | 1982   | 1990   | 1999   | 2005   |
| ------------------------------------------ | ------ | ------ | ------ | ------ | ------ | ------ |
| 11 834                                     | 12 781 | 14 541 | 14 882 | 14 269 | 14 281 | 14 800 |
| Des de 1962: població sense dobles comptes |        |        |        |        |        |        |

## Administració
| Període   | Identitat           | Partit        |
| --------- | ------------------- | ------------- |
| 2008-     | Patrick Leclerc     | Divers droite |
| 1989-2008 | Jean-Pierre Thomin  | PS            |
| 1983-1989 | Paul Jarry          |               |
| 1977-1983 | Ferdinand Grall     |               |
| 1965-1977 | Théo Le Borgne      |               |
| 1953-1965 | Jean-Louis Rolland  | SFIO          |
| 1947-1953 |                     |               |
| 1944-1947 | Jean-Louis Rolland  | SFIO          |
| 1942-1944 | François Le Rest    |               |
| 1929-1942 | Jean-Louis Rolland  | SFIO          |
| 1919-1929 |                     |               |
| 1911-1919 | Gaston de L'Hôpital |               |